# Джейда Пинкет Смит
Джейда Пинкет Смит (на английски: Jada Koren Pinkett Smith) е американска актриса и певица. През 2002 г. основава ню метъл групата Wicked Wisdom.

## Частична филмография
Актриса
- 1996 – „Смахнатият професор“ (The Nutty Professor)
- 1996 – „Накисването“ (Set It Off)
- 1997 – „Писък 2“ (Scream 2)
- 2001 – „Али“ (Ali)
- 2003 – „Матрицата: Презареждане“ (The Matrix Reloaded)
- 2003 – „Матрицата: Революции“ (The Matrix Revolutions)
- 2004 – „Съучастникът“ (Collateral)
- 2005 – „Мадагаскар“ (Madagascar) (глас)
- 2007 – „Любовта в мен“ (Reign Over Me)
- 2008 – „Жените“ (The Women)
- 2008 – „Мадагаскар 2“ (Madagascar: Escape 2 Africa) (глас)
- 2012 – „Мадагаскар 3“ (Madagascar 3: Europe's Most Wanted) (глас)
- 2015 – „Професия: Стриптийзьор 2“ (Magic Mike XXL)
- 2016 – „Палави мамчета“ (Bad Moms)
- 2014 – 2017 – „Готъм“ (Gotham)

Продуцент
- 2010 – „Карате кид“ (The Karate Kid)
- 2013 – „Земята: Ново начало“ (After Earth)
- 2014 – „Ани“ (Annie)